# Quattro Macine
Le Quattro macine è un casale medievale dell'antica Terra d'Otranto nel comune di Giuggianello attestato per la prima volta in un diploma del 1219 di Federico II, a favore dell'arcidiocesi di Otranto. Tuttavia datazioni al C14 hanno attestato che il villaggio esisteva sin dall'VIII sec.

## Gli scavi archeologici
Nell'area sono state messe in evidenza dagli scavi archeologici condotti dall'Università del Salento (allora di Lecce), due chiese, una delle quali da riferire probabilmente al X-XI sec.  di probabile proprietà nobiliare, in quanto nella zona absidale è stata rinvenuta una sepoltura. Da riferire al XIII sec. è un restauro dell'edificio religioso, qui sono stati rinvenuti oggetti liturgici tipici del rito greco-ortodosso area in cui ricadeva chiaramente tale edificio religioso: Due cucchiaini ed un coltello a forma di piccola lancia, per tagliare il pane eucaristico, simbolo del corpo di Cristo. Da riferire invece al periodo normanno (XI sec.) una seconda chiesa a due absidi adibita anche alle sepolture e in utilizzo fino all'età angioina. Qui sono stati messi in luce i resti di 75 individui. Il casale come accade anche in altri casali della zona viene abbandonato nel corso del XV sec.
Nel sito di Quattro macine è documentato un attacco probabilmente avvenuto da parte dei saraceni nel corso del X sec; infatti qui è stata rinvenuta una punta di freccia saracena, che offre paragoni anche con analoghi rinvenimenti avvenuti al Monastero di San Vincenzo al Volturno. La freccia è allungata e affusolata di tipo molto differenti rispetto alle frecce occidentali, il tipo di freccia saracena è particolarmente adatto all'utilizzo del piccolo arco composito tipico delle popolazioni di tipo nomade e anche dei saraceni. Quattro Macine non scompare con il casale infatti dopo il XV sec. si sviluppa intorno ad un torrione una masseria che cesserà la sua attività nella seconda metà del 900'. 